# Det åbne brev (1846)
Det åbne brev var en kundgørelse af Christian 8., hvori han bekræftede, at kongelovens arvefølge var både mandlig og kvindelig og skulle gælde både i Danmark og Slesvig. Kongen lovede derudover at ville opretholde den dansk-tyske helstat. Brevet var rettet mod den tysksindede Christian August af Augustenborg, som gjorde krav på den danske krone.

## Baggrund
Da Frederik 7. kunne forudses ikke at kunne få børn, ville den oldenborgske mandslinie med ham uddø. Denne situation udløste efter 1840 en diskussion om arveretten til den danske krone. Ifølge den danske kongelov gjaldt i første række mandlig arvefølge, men hvis den direkte mandslinie uddøde, overgik arveretten til kvindesiden. I Holsten derimod gjaldt ifølge den tyske saliske ret kun mandlig arvefølge. Men der var stor uenighed om arveretten i Slesvig, som var dansk lensområde. Tyskerne, som gerne så den tysksindede Christian-August af Augustenborg som hertug i hertugdømmerne, argumenterede for, at den tysk-saliske lov også skulle gælde i Slesvig.
Problemet kunne have betydet enden på den dansk-tyske helstat. For at afklare arveretten blev der i februar 1845 nedsat en regeringskommission under udenrigsminister Heinrich Reventlow-Criminil, som fastslog, at kongelovens arvefølge var i det mindste gyldig for Danmarks og Slesvigs vedkommende. Kongens og kommissionens vurdering blev senere bekræftet af stormagterne i London-protokollen af 1852, hvorefter arveretten skulle gå videre til en sidelinje, til prinsesse Louise af Hessen-Kassel (den senere dronning Louise), som overdrog rettighederne til sin mand prins Christian, den senere kong Christian 9..